# HK VP9
Heckler & Koch VP9 — самозарядный пистолет калибра 9 мм с УСМ ударникового типа, разработанный компанией Heckler & Koch в 2014 году и призванный составить конкуренцию на рынке ударниковых пистолетов. При создании данного пистолета был учтён неудачный опыт моделей предыдущей серии курковых пистолетов HK P30 и HK45, имевшие серьёзные проблемы с нечувствительным спуском с боевого взвода, не позволявшие стрелку эффективно контролировать оперативную обстановку в момент до выстрела, а также весьма неудобную схему неполной разборки. Название модели расшифровывается как Vollautomatische Pistole Modell 9, что указывает на преемственность HK VP9 с первым в мире серийным пистолетом с полимерной рамкой HK VP70.

## Конструкция
Дизайн пистолета HK VP9 внешне наследует фирменные элементы предыдущих серий пистолетов этой компании — Heckler & Koch P2000, HK P30, HK45. Конструкция во многом заимствует технические решения, характерные для многих ударниковых пистолетов, например для семейства Glock. Рамка выполнена из ударопрочного полимера, кожух затвора из нержавеющей стали. Прицельные приспособления — открытого типа, нерегулируемые, сменные, с нанесёнными фотолюминесцентными марками. Ствольная часть рамки оснащена рельсовыми направляющими Пикатинни для крепления тактических приспособлений. Возвратно-боевая пружина не имеет полимерного буфера, применённого на моделях предыдущей серии.

## Варианты
- HK SFP9 — модификация для европейского рынка.